# Re:CREATORS
《Re:CREATORS》是廣江禮威原作，青木英監督，TROYCA製作的原創動畫，牧野龍一進行角色設計，I-IV負責機械設計，澤野弘之擔任音樂製作，由Aniplex和小學館聯合出品。電視動畫於2017年4月8日播出。
本作是現代背景下的反穿越式幻想戰鬥故事，核心概念是「由人們所創作的各種作品中的角色要制裁自己的創作者，並且取代他們的位置」。此概念與「重新建造」（Recreate）的詞義結合後便是作品標題《Re:CREATORS》的含義，對於被創作的虛構角色而言，創作他們不是「創作者」（WRITER），而是「造物主」（CREATORS），角色希望改變自己的世界，於是決定把高高在上的「眾神」（每個作品的作家）拖到地上施以制裁，讓作品中的角色能夠翻身成為「造物主」（CREATORS）。

## 故事大綱
人們，用其雙手創造出諸多的故事。喜悅、悲傷、憤怒、感動。故事撼動人們的感情，並使人們為之傾倒。
但，那不過是作為旁觀者的感想而已。假如，故事的登場人物們具有「意志」的話，對於他們而言，創造出故事的我們就是神的存在嗎？
——為我等的世界帶來變革。
——於諸神之地施行制裁。
「Re:CREATORS」不論是誰，都會成為「造物主（Creator）」。

## 登場人物

### 主角
水篠颯太（聲：山下大輝）
本作主角，主要偏向敘事者角色，認為自己只是個配角。都立龟水高中2年級生，16岁，性格老实內向，非常喜歡動畫和遊戲。
1月8日，於Piclive站上傳了自己繪製的賽蕾嘉，被剎那留言鼓勵，兩人交換了連絡方式，開始相互交流。4月30日，受島崎剎那的邀約，一同參加HAKONIWA大會議活動SNS節日盛典，前往觀看《悠久大戰巨大天體》的現場創作脫口秀。6月17日，收到剎那要與知名製作人西瑪西瑪P合作的訊息，發現自己和剎那之間的畫功距離加上嫉妒之心漸漸和島崎少接觸。
6月23日，於某論壇上看見了島崎被網友指責，並且相關談論越來越多，甚至出現了專門攻擊島崎的wiki，直到7月3日時颯太心裡想着「我一定要幫幫她」，但最終什麼都沒有做，甚至還得到連自己都覺得噁心的滿足感，填補了因為才能差距而感到的自卑感。
8月23日，收到剎那不知何時發的告別短訊，雖然感到不祥，但沒有進一步動作，從此兩人再未聯繫。月底收到剎那的母親電話告知才知道剎那的死訊。之後，因為無法負荷沒有幫助好友的罪惡感，而將與剎那的一切聯絡紀錄全都刪除，希望藉由遺忘來保護自己。
2016年11月17日，在回家後想追回原先的補番，但其平板电脑出現了怪異現象，意外的穿越到了《機靈幻想曲弗格爾騎士》的世界裡。 目睹了賽蕾嘉·尤比緹利亞與迷之少女的軍服公主交戰，其後和賽蕾嘉穿越回現實世界。賽蕾嘉和米特奧拉暫住，處於懵臉狀態，似不太相信眼前所見。其後兩人前到瑪里涅家寄宿，颯太依然與眾人保持聯繫。
被捲入了菊地原亞希舉行的特殊事態會議，在返家後想起了軍服公主的身份，但並沒有告訴賽蕾嘉實情。對於自己知悉軍服公主身分的情況保持迴避和隱瞞態度，先後向茉美香和米特奧拉坦白內心的恐懼，不料被竊聽對話的築城院所威脅。後受鹿屋瑠偉影響，主動向眾人坦白自己與阿爾泰爾的創作者島崎剎那是好友，因為沒能在剎那受到網上懷疑並被指責抄襲時出面發聲而感到愧疚，並分別敘述了兩人相識的經過。
2017年1月，請求松原崇讓自己加入創作的行列，並提出了某個大膽的想法。7月23日，在「消除室FES」進行時前往活動會場，再次遇到築城院，並且和其產生些許衝突，沒料到築城院居然幫助了己方，後在板額被歸還不久，築城院擁抱颯太後離去。與身處於機場的築城院合作，復活了剎那的人格和姿態。通過復活的剎那令阿爾泰爾離開現世，事件結束後不久，和眾人與被造物們道別。
11月18日，通過手機得知了《精靈機想曲弗格爾騎士》動畫第2期於2018年1月放送的消息，並為米特奧拉的新作小說命名為《Re:CREATORS》。自己也在Piclive站上PO了自己繪製的新作《我親愛的手足（親愛なる我が兄弟たち）》。
语录：「我想全都記下来。把我身邊所發生的事情。」
電視動畫官方人氣角色投票活動中最終結果為第五名。
阿爾泰爾／軍服公主（聲：豐崎愛生）
本作的中心人物。在颯太的敘說中，被稱為本作在真正意義上的主角。
头戴骑兵帽、留着双马尾，身着双层军服大衣和甲胄。武器为军刀和PPSh-41冲锋枪。在《精靈機想曲 弗格爾騎士》的世界與賽蕾嘉·尤比緹利亞交戰，將現實世界的人類稱為創作者。
在各次元穿梭選定「特定角色」聚集夥伴，揚言要給予「神的世界」制裁，實際上則是藉此扭曲世界的規則，進而毀滅世界。目的是為了被世界逼到自殺的岛崎刹那（自己的創造主）復仇。
最初登场于岛崎刹那创作的影片“World Étude”，該動畫是剎那的最後的作品，人物繪師為島崎剎那本人。是以社交游戏《悠久大战巨大天体》中登场的女性角色“白诘草”为原型进行二次创作的同人角色。岛崎刹那以天鷹座α（英語：Altair）（即為牛郎星）的英文名将她命名为“阿尔泰尔”。有讨论帖《【神曲】阿爾泰爾 -第40把軍刀-【World Étude】》
由於是二次創作角色，加上創造主島崎剎那已經去世，是以諸多同人相關創作都能影響阿爾泰爾的能力，原則上能力會一直持續增加以及變強。
一開始召喚了煌樹茉美香、愛麗絲特莉婭、布里茨·托卡三名角色站在自己一方的陣營，但最終只有布里茨成為唯一忠實於自己的下屬，不得已只能再次召喚2-3名新角色加入自己的陣營。最後成功招攬卡隆及翔加入，直接對政府方發動總攻擊。
知道布里茨是因為「女兒」才一直待在自己身邊，也被布里茨看穿內心其實很脆弱，對於布里茨知道「造物主」的力量後還待在自己這，在廢墟中為回應布里茨，展現了溫柔的一面，與布里茨相擁，並給其祝福。讓布里茨前往敵方本營奇襲，知曉在開戰後兩人可能再也見不到對方或是已變成敵人。
後將希卡由的能力回歸到原設定，由於在場的被造物已經是自己故事的「登場角色」而沒有消滅4人。與造物主方的最終武器席利烏斯交戰，被對方試圖吞噬存在，在要消失之際，透過設定的漏洞反侵占了席利烏斯的身體。將優夜刺成重傷，後將板額與巴亞爾消滅，並將翔的能力設定回歸。
在與布里茨對峙時，空間突然來到創造主島崎剎那自殺的地方。受到剎那的感謝，在剎那即將於站台自殺時阻止剎那，最終使用「森羅萬象」將剎那帶至他界。與島崎剎那共存於自己創造的世界，並使用小提琴為剎那演奏樂曲。
| 招式名稱                | 招式名稱                                                                                                  | 簡介 |
|                         | 延伸招式                                                                                                  | 簡介 |
| ----------------------- | --- | ---- |
| 森羅萬象（HoloPsychon） | |      |
| -                       | 其能力來自二創網站的廣大二創作品。一些招式需另以PPSh-41衝鋒鎗作為輔助發動。                               |      |
| 第三樂章 ‧ 表象展現     | 可直接使用，也能以PPSh-41衝鋒鎗作為輔助發動。能夠抵銷事物，連賽蕾嘉使用的劍及駕駛的弗格爾騎士也瞬間消逝。 |      |
| 第九乐章·因果还元       | 阿尔泰尔侵占席利乌斯后使出的招式，能将（被造物）的设定清除。效果比第十三乐章 ‧ 摘要渊源要强。             |      |
| 第十三乐章 ‧ 摘要渊源   | 以PPSh-41冲锋枪作为辅助发动。能够把（被造物）后来追加的设定，拉回最初的原点。                             |      |
| 第十四乐章 ‧ 因果转变   | 发动后，将自身所受到的伤害转移至攻击者身上。                                                              |      |
| 第二十樂章 ‧ 因子模仿   | 以PPSh-41衝鋒鎗作為輔助發動。能夠複製與目標對象一模一樣的分身，分身實力與本尊相同。                       |      |
| 第二十三樂章 ‧ 因果再築 | 以PPSh-41衝鋒鎗作為輔助發動。將已發生的現象再度重現                                                       |      |
角色戰力參數：智力：4，武力：5，防禦：5，危險：5，執念：5
语录：「因為你想要拯救世界吧？」
電視動畫官方人氣角色投票活動中最終結果為第三名。

### 創造物

#### 政府陣營
賽蕾嘉·尤比緹利亞（Selesia Upitiria，聲：小松未可子）
由原作幻想系機器人輕小説至到動畫《精靈機想曲 弗格爾騎士》的女主角，19岁。
由輕小說作家松原崇所創作、插畫家瑪里涅繪畫的角色。作品中與卡隆搭檔（青梅竹馬），在阿斯梅麗亞與敵對勢力阿瓦隆旅團作戰。使用的機體是弗格爾騎士。作戰時會駕駛白色的弗格爾騎士，或是採用單手持劍的武技。
在和軍服公主交戰中失去了其機體。其間出手搭救了被捲入此（動畫）世界的水筱颯太，二人被軍服公主傳送至颯太所在的現實世界。因在現實世界沒有住處，又認為軍服公主可能與水筱有淵源，所以決定暫時在水筱的家中暫住。
對於自身在（精靈機想曲弗格爾騎士）官方網站上毫不知情的狀態下展示在大家面前之事很害羞。在和插畫家瑪里涅的對話中被劇透了一番（摯友的背叛和同伴被殺），以「不能因有趣來偷看自己的命運」表示會當做沒聽過。和原作者松原崇與瑪里涅見面後，與米特奧拉一起遷居瑪里涅的家裡住。
討厭自己的創作者松原崇把自己的世界寫到處都是戰亂和「没有弗格爾騎士的情況下就不能長時間進行戰鬥」的虛弱（體能）設定。了解茉美香想要改變自己（故事）世界的心情。
出席菊地原亞希舉行的特殊事態會議，被任命為國家公務員。為阻止愛麗絲特莉婭對米特奧拉的攻擊而出面增援，卻遭到軍服公主的暗算身受致命傷（腹部被愛麗絲特莉婭的騎槍刺穿）。後經松原崇在網上發布臨時追加設定後暫時恢復狀態發動設定追加的新招勸退軍服公主一方後暈倒。重傷但並無生命危險，和米特奧拉養傷中。
在最終戰開始前獲得米特奧拉的協助，重新駕駛弗格爾騎士迎戰軍服公主，但始終屈居下風。後以「對幻想五芒星陣」成功封住軍服公主行動來援助瑠偉等人攻擊，卻遭遇卡隆空降抵擋。
因為卡隆的出現而一度失去戰意，星河以真誠的話語點醒她，決定與卡隆對戰。但自認還是贏不了卡隆，在卡隆刺進機體的一瞬間以「刻限冰結」封住兩人行動，並請瑠偉展開「反射領域」摧毀弗格爾騎士。最後對松原留下「在我的世界裡加上故事和咖啡」後，與卡隆一同在爆炸中消失。
阿尔泰尔召唤的面板中显示其职业为Pilot。
| 招式名稱                   | 招式名稱 | 簡介 |
|                            | 延伸招式 | 簡介 |
| -------------------------- | --- | ---- |
| 弗格爾騎士（白底色紅紋路） | |      |
| -                          | 塞蕾西亞駕駛的機體。 |      |
| -                          | 從機體手臂放出術式，如機關槍一般發射光彈。 |      |
| 萬能彈丸                   | 手臂端發出大型光彈，射向目標。 詠唱語：波動詠唱，萬能的彈丸！ |      |
| 強襲衝擊                   | 物理攻擊最強的招式。手臂端以術式匯聚巨大的光彈，全力射向目標。 詠唱語：波動詠唱，以冰雹貫穿敵人，強襲衝擊！ |      |
| 刻限冰結                   | 以自身為中心發出冰凍的旋風，限制目標的行動。 詠唱語：波動詠唱，刻限冰結！ |      |
| 全能射擊                   | 手臂端手臂端以術式匯聚巨大的光彈，分成數道光束追擊目標。 詠唱語：波動詠唱，全能射擊！ |      |
| 對幻想‧五芒星陣            | 對目標上下展開術式，將其封鎖進一密閉四方體中。此為對軍服公主專用技。 詠唱語：契約之門啊，化為囚籠，將之束縛！ |      |
| 永久空間                   | 以八門遁甲為概念，具現出無數的「門」，將目標關進「門」中，封印在無法逃離的無限空間。此為對軍服公主專用技。 詠唱語：吟唱霍諾里烏斯之咒文，扭曲三千世界。阿格爾，阿瑪爾，示吾以真知所在。崇高之力，朝向七方，施展神力。吞噬他，永久空間！ |      |
角色戰力參數：智力：3，武力：3，防禦：2
语录：「如果正義能用力量就能成全的話，那就别做什麽漂亮的夢了。」
電視動畫官方人氣角色投票活動中最終結果為第一名。
米特奧拉·艾斯特萊希（聲：水瀨祈）
開放世界型RPG遊戲《追憶的阿瓦肯》中引導勇者（玩家）的賢者（也就是該遊戲中的非玩家角色）。
手持的全知之書能收錄世間萬物之知識原理，故能很快掌握現況。為人非常大食（本人自稱是因為現實世界的食物味道非常有層次和美味），為了緩和緊張的氣氛會講不怎麼好笑的冷笑話。在賽蕾嘉與軍服公主在現實世界交戰時突然出現，使軍服公主暫時離去。在和賽蕾嘉的原作者見面後，考慮到颯太仍是學生的經濟問題，和賽蕾嘉一起遷居瑪里涅的家裡住。
和瑪里涅一起到泰坦數碼軟件股份有限公司後得知自己的創造者（遊戲策劃者）因交通事故去世。其後花了一個晚上將《追憶的阿瓦肯》破關完，並且深思了許多事情，認為作者很用心在創造自己的世界。
對颯太等人解説身為創造物的她們來到現實世界與使用自身的（設定）能力有可能會對現實世界造成扭曲，最終引發毀滅的假説。米特奧拉把這稱為“大崩潰”。11月10日在十條駐屯地裡盜竊自衛隊的官方配給品來用（包括有六台ATM-5、一挺Minimi多用途機槍和實彈與MK26手榴彈）。由於盜竊了自衛隊的官方配給品而與水篠一行人被捲入了菊地原亞希舉行的特殊事態會議。在會議上向議員們說明了實際情況請求協助。得到了菊地原的認可並與賽蕾嘉、鹿屋瑠偉被任命為國家公務員。
在愛麗絲特莉婭與賽蕾嘉戰鬥時支援賽蕾嘉，她與賽蕾嘉陷入苦戰，布里茨出現支援愛麗絲特莉婭並使用重力彈將她擊暈，在失去作戰能力時被茉美香拯救。在水篠颯太無助時願意傾聽其對話，但怕傷害他而沒有進一步的過問。發現了颯太的行為可疑後和優夜一起進行追蹤，在水篠颯太瀕臨崩潰時與彌勒寺優夜再次出現，並且安慰颯太。
由於被真鑒誣陷殺死了茉美香而與愛麗絲特莉婭展開戰鬥。雖展現掌握炮製軍火的原理（由全知之書獲得），但還是被愛麗絲特莉婭打成重傷。被送往醫院進行救助，並無生命危險。醒來後聚集一眾創造者和被造物，提出了通過將各個作品的被造物集中於同一個故事空間層面的方法打敗被二次創作出的阿爾泰爾（前提是要被觀眾所接受），獲得了大家的一致認可。
最終戰中喚出作戰平台，監控承認力，並逐步封鎖住「鳥籠」。召回賽蕾嘉的弗格爾騎士，並支援他們追加能力發動。一度也想以全知之書仿造的10式主战坦克和F-15战斗机支援賽蕾嘉，但都被軍服公主破壞。
在「消除室FES」結束後鼓舞沮喪的松原崇繼續創作《精靈機想曲弗格爾騎士》的故事，並委託松原「在她(賽蕾嘉)的世界加上『故事』和『咖啡』」。
事後結束後不久後，邀請眾創造物一起聚餐中並告知因為世界的修復開始回復正常而自己的力量正在慢慢減弱（最後力量會完全消失），因時間變得無多所以要求他們選擇回不回去原先的世界。
利用空間結界將除自己以外的其他創造物們送回原來的世界。曾想過回去，但先前已和菊地原演練過多次，展開此術是一定要有一個施術者在外側，所以回不去。讓大家不用擔心自己，表示自己深愛著這個世界，選擇在現世成為創作者創作小說作品。是繼築城院真鑒後第二個選擇留在現實世界的創造物。
2017年11月18日正式於現世搬出瑪里涅的住所後搬進新居，並應募參加電光文庫的新人賞。新作小說在諮詢颯太以後定名為《Re:CREATORS》。
阿尔泰尔召唤的面板中显示其职业为Magician。
角色戰力參數：智力：5，武力：2，防禦：4
语录：「在不知道的情况下迎來毀滅也會更冷静吧。」
電視動畫官方人氣角色投票活動中最終結果為第二名。
米特奧拉·艾斯特萊希（妄想）（聲：大原沙耶香）
第13話裡由米特奧拉妄想出來理想中的自己。棕色的皮膚，集結優秀、性感、魅力、可愛於一身。因為拯救世界，而周邊商品大賣，並有紀念日。還喜歡打撞球。
彌勒寺優夜（聲：鈴村健一）
漫畫《閉鎖區underground-dark night-》的最終反派。
是漫畫家八頭司遼創作的角色。在原來的（故事）世界是與主角「白亞翔」為青梅竹馬。在原作中為隊伍「獵犬（STRAY dogs）」原前哨隊長，因被誤以為殺害了翔的妹妹「白亞處果」及好友「荒木六角」而與其交惡，脫離隊伍另創結社「荒塵-Arajin-」。在因为大灾难而变成无法地带的足立区内，为争夺地盘而与白亚翔不停战斗。
武器为木刀“神木·黑那岐丸”。還有可以召喚甲冑武者的能力，名字叫「板額」，但本人視為一種「詛咒」。外表上看像非常好戰但本性不壞，根據所想之事行動的類型。有抽菸的習慣。
在原來的（故事）世界所使用貨幣和現實世界所使用的相同，所以不用像賽蕾嘉和米特奧拉一样為了食住而不方便。在原作裡被敘述成粗暴與好戰，來到現實世界對事物有樂觀的態度和知性的一面。
與外表不同，懂得思考。對故事角色來到現世提出了假設：
1.可能因為是現實世界的人們（觀眾和讀者）心中對作品留下印象（人氣、興趣指標高）的角色才會被選中，送來現實世界。
2.如果他們自己真的是「創作出來」的話，可以要求自己的創作者改變自己的「設定」。
3.創作角色來到現世，擺脫故事框架，失去原來的目標，於是他們會再去找到一個新的目標。
似乎與瑠偉十分的投緣，受到他的崇拜。
在11月18日20時34分，被送來現實世界的杉並區太田黑公園。聴取過軍服公主其計劃後，因「雖然有話想對（自己的）創作者説，但喜歡自己現在的世界。」為理由不接受她的邀請。之後還和她身旁一起出現的布里茨·托卡進行過戰鬥。在賽蕾嘉和茉美香戰鬥時，及時救了賽蕾嘉免受茉美香的致命一擊，提出自己的假設後，暫時神隱。
於河岸混戰中再次出現，並對布里茨·托卡、愛麗絲特莉婭及茉美香發動攻擊。之後主動加入政府陣營。在與築城院真鑒一戰時數次落入她「言葉無限欺」的圈套，先是「黑木薙切丸」對其的攻擊無效化，後又被搶走「板額」的所有權，最後勉強擋下布里茨·托卡對賽蕾嘉的致命一擊。
最終戰前「黑木薙切丸」獲得刮出冰炫風的追加能力，與賽蕾嘉、鹿屋、希卡由被編入「鳥籠」內的最終戰中。並開始與翔的戰鬥，但因為沒有「板額」而始終屈居下風。後希卡由、布里茨加入戰局，真鑒也歸還「板額」，三人合力擊敗了翔。
並不知道翔為何一直追著自己，也沒有多做解釋，誤以為翔是為了與自己愉快的玩耍才為之。為了平息翔的怒火，竟劇透故事發展，讓翔暫時冷靜並拉攏進其陣營中。被翔表示應該先揍飛創造世界的創造主，優夜則認為「創造主不過就是把命運加上人格的傢伙而已，就算對那種傢伙發火也沒有意義。」
被布里茨認為年紀輕輕就看的相當長遠。與希卡由、翔、布里茨聯手對陣阿爾泰爾，在目睹塞蕾西婭死亡後難以置信，對於阿爾泰爾更為憤怒，席利烏斯吞噬阿爾泰爾後前往攙扶，必且問了大夥現在該怎麼辦，被大叔吐槽這時候就該親吻下去，希卡由則表示很浪漫，翔則是在一旁嘲弄著優夜。
再放下心後背對了席利烏斯，後被吞噬掉席利烏斯的阿爾泰爾從背後攻擊三刀，在要倒下前叫出板額，板額被阿爾泰爾所消滅，優夜重傷昏厥，暫時被一旁的希卡由照顧。
在「消除室FES」事件結束後不久後，和眾創造物受米特奧拉邀請的聚餐中並告知了可以選擇回不回去原先的世界。
其後載了自己的造物主八頭司遼兜風（剩2天就要截稿了），和翔一同騎著機車到海邊，和八頭司遼道別，對於自己劇透的事沒在擔心，相信著「老師」能夠接下去劇情，順便調侃了八頭司喜歡希卡由類型的作品。
決定回到原先的世界（即使不一定能回到原本的），目送鹿屋離開後，和翔一同離去，對八頭司道別。
阿尔泰尔召唤的面板中显示其职业为Shaman。
角色戰力參數：智力：4，武力：4，防禦：3
语录：「要做還是不做，快點決定啦！」
電視動畫官方人氣角色投票活動中最終結果為第七名。
鹿屋瑠偉（聲：雨宮天）
機器人動畫《無限神機Monomagia》的主角，16歳。
作品中在2124年的架空都市“埃涅吉亚·市原”与突然产生的电磁寄生体们进行战斗。設定上是明明是自己不好卻要對人發火的類型，體術了得、能夠輕鬆應對自衛隊士兵。喜歡年紀小的異性，來到現實世界後少不了搭訕，但依然喜歡原作女主角真尋由衣奈。
與Gigas Machina一起被軍服公主送來現實世界，從負責《無限神機Monomagia》的劇本、構成擔當的劇作家中乃鐘昌明的電視螢幕出來。之後在中乃鐘昌明的其家過夜，機體暫時藏於中乃鐘昌明老家附近的棒球場裡。
對於突然穿越回來所面對的不知情的世界感到厭煩，自稱不會再駕駛Gigas Machina。然而沒過多久在遇到自衛隊找上門時還是啟動了Gigas Machina，被米特奧拉勸阻停止啟動。與優夜意外地投緣，優夜曾向他提案想坐上他的Gigas Machina駕駛看看。
於河岸混戰尾聲空降，迫使愛麗絲特莉婭等人撤退。商場對戰時作為最後的王牌封鎖住上空，卻被軍服公主以「因子模仿」製造出的Gigas Machina分身牽制住。
最終戰先與賽蕾嘉對抗軍服公主，其後愛麗絲特莉婭趕到，與她為了等待時機而故做對戰。當愛麗絲特莉婭獲得追加能力後，與其聯手襲擊軍服公主，但被卡隆空降擋下。原有優勢擊敗卡隆，但因賽蕾嘉的干擾而被卡隆斬斷Gigas Machina的右手。
爾後雖屈居下風，但看穿卡隆攻擊奪白刃，並一語道破他無法接受的現實。給予卡隆重擊後仍想繼續迎擊，卻因賽蕾嘉回歸戰場而被迫中止。最後在她的請求下，忍下心展開「反射領域」將兩臺弗格爾騎士摧毀。因Gigas Machina能量幾乎耗盡，將能量作為召喚席利烏斯的助力後，不得不從機體出來。
在「消除室FES」結束後感嘆自己能夠活下來。和眾被造物受米特奧拉邀請的聚餐中，並告知了可以選擇回不回去原先的世界，時間也不多了。很想要去海邊，但是為了不打擾優夜他們而和中乃鍾昌明等人待在市區，買了許多自己世界所沒有的精緻模型，準備帶回去。
在回去當天發了個牢騷，和眾人道別後駕駛損壞的Gigas Machina帶同在手信一同離去，為第一個回去原本世界的創造物。
阿尔泰尔召唤的面板中显示其职业为Golem Master。
语录：「這個世界會毀滅還是怎樣都已和我沒關係了！」
電視動畫官方人氣角色投票活動中最終結果為第九名。
星河希卡由（聲：夏川椎菜）
美少女遊戲（原成人遊戲）《星空☆銀河》的女主角。
性格懦弱，对喜欢的人一心一意。在第14話末來到現實世界，不清楚自己來到現實世界（和自己是故事人物），帶住迷路的小女孩出現在賽蕾嘉和瑠偉面前。對於大家都知道自己和遊戲主角「誠行」之間的事感到崩潰。
利用Fan disc提升承認力，進而成為「究極終結傳說武道家希卡由（エクストリームファイナルレジェンドマーシャルアーティストひかゆ）」，擁有強勁的力量，不只擊敗翔、踢飛卡隆機體，還與軍服公主打得平分秋色。
在賽蕾嘉猶豫不決時，以自身經歷（原作第五章，青梅竹馬遭遇車禍）點醒了她。親眼目睹賽蕾嘉與卡隆同歸於盡，而對軍服公主的做法感到不齒，想以奧義再次攻擊，卻被其以「第十三樂章 ‧ 摘要淵源」奪去追加設定，無法戰鬥。
阿尔泰尔召唤的面板中显示其职业为Empress。
语录：「為、為、為什么大家都知道我啊！！」
電視動畫官方人氣角色投票活動中最終結果為第四名。
席利烏斯（聲：豐崎愛生）
外貌與軍服公主相似的少女。是創造者們對付阿爾泰爾所使用的最終武器，為松原崇所構思。「席利烏斯」名源為天狼星（Sirius）。
以鹿屋機體搜集的承認力、米特奧拉的魔法陣所召喚出。在信息量不完整的狀態下由於沒有退路，而被迫提早召喚顯現，阿爾泰爾的「鏡像」。僅僅是為了吞噬掉阿爾泰爾的存在才被創造出的「人偶」。使用標槍進行攻擊（此標槍亦能操縱重力），也能使用森羅萬象。
使用了「森羅萬象 第六十六樂章」實存相變移試圖吞噬阿爾泰爾後昏迷。在還沒被完整創造出「自我」的情況下，反被阿爾泰爾侵占身體自主權。
電視動畫官方人氣角色投票活動中最終結果為第二十三名。

#### 軍服姬陣營
煌樹茉美香（聲：村川梨衣）
兒童向魔法少女動畫《魔法殺手茉美香》的主角。
似乎因為設定的關係，總是叫錯對方的名字。使用貨幣和現實世界所使用的相同。為了幫助自己的（故事）世界裡有困難的人為理由贊同軍服公主的改變（故事）世界計劃，與意見相反的賽蕾嘉產生對立。
由於原先的世界為兒童向動畫，對手並不會出現流血的現象，在和賽蕾嘉對戰中給她重擊時給彌勒寺優夜及時阻止了。由於世界觀的差異，首次見到了血和自己力量的破壞力，自身無傷害他人的意思並以談判方式與敵對勢力盡力達成協議。最後被愛麗絲特莉婭救走。
愛麗絲特莉婭與賽蕾嘉在河岸邊戰鬥時，她與布里茨交談知道軍服公主的期望，並在布里茨準備向米特奧拉痛下殺手時及時阻止布里茨的攻擊，還將賽蕾嘉、愛麗絲特莉婭及後來加入混戰的優夜一一隔開。瑠偉出現後，被愛麗絲特莉婭帶走撤退。
私下在電車上攔住了颯太，並得知了有關於軍服公主的一切。其後到軍服公主面前希望可以說服憤怒的她，但受到軍服公主的暗算（被四把軍刀刺中腹部、一把刺中左肩胛）身受重傷。就在受到軍服公主的致命攻擊時使出了「魔法飛濺閃光彈」把軍服公主的藏身之處周遭一帶一起炸毀後逃脫。
想把阿爾泰爾欲毀滅世界等訊息告訴愛麗絲特莉婭，然而在遇見她之前先遇到了築城院真鑒，於是將話託付給她，並希望她能轉達給愛麗絲特莉婭。最後因失血過多死在愛麗絲特莉婭懷中，化為藍色方塊消失。
在「消除室FES」事件過後在某個大廈的廣告牌上登上《緋色的愛麗絲特莉婭》×《魔法殺手茉美香》的合作廣告圖《給你微笑的花束》中和愛麗絲特莉婭一起再度登場。
在廣告中茉美香的台詞是「拜託，笑一下吧……愛麗絲」。她是唯一没有介绍自己造物主是谁的角色，名字和身份也没有提到。这个问题已经没有人查过或写下原因，到现在还没找到。
| 招式名稱                               | 簡介 |
| -------------------------------------- | --- |
| 魔法飛濺閃光彈（Magical Splash Flare） | 從魔法陣中招喚巨形愛心魔彈炸飛敵人。（曾成功使用這招把賽蕾嘉迫向窮途末路。）摧動全身之力，釋放所有魔力摧毀一切。（由於被阿爾泰爾暗算，身陷多刀致命傷，成為對付阿爾泰爾的最後手段，力量強大到破壞了阿爾泰爾藏匿之處及周遭的一切。） |
| 閃光落雨（Shining Shower）             | 數個小型愛心魔彈襲向敵人。 |
| -                                      | 平常使用魔法杖就能任意發射愛心魔彈，能自動追蹤目標一段距離，不需要呼喚招式名稱便可隨意發動的攻擊。 |

角色戰力參數：智力：2，武力：5，防禦：1
语录：「你的世界大家不也是在互相戰鬥，殘酷至極嗎？」
電視動畫官方人氣角色投票活動中最終結果為第六名。
愛麗絲特莉婭·菲布拉里（聲：日笠陽子）
幻想傳奇漫畫•動畫《緋色的愛麗絲特莉婭》的主角。
原作中身為神聖伍爾特斯坦王國的公主。为了对抗（被黑魔法使利用‘窥见永劫’的计谋召唤出来的）‘温特维尔特’及保护世界，与王族代代相传的臂铠“盖兹·冯·贝尔力希杰”共同作战。
贊同軍服公主的改變（故事）世界計劃。為防止煌樹茉美香受到《閉鎖區underground-dark night-》的彌勒寺優夜的攻擊而突然出現將茉美香救走。受煌樹茉美香的態度影響與茉美香成為朋友。在11月20日21時，衝入莉窪警察署去將23位在場者打成輕重傷後把自己的創造者（原作者）高良田概捉到去軍服公主的藏身之所裡。曾要脅作者更改故事設定，但是沒有成功。
與茉美香一同在河岸遇到剛剛穿越至現世的築城院真鑒，對於真鑒的言行舉止表示反感，並察覺了真鑒的謊言。試圖刺殺真鑒卻被賽蕾嘉和米特奧拉所阻止（目的是按照米特奧拉所說不讓現實向着「大崩壞」方向發展）。隨後被迫捲入亂鬥，情急之下再次將煌樹茉美香救走，並對米特奧拉產生懷疑。
在高樓屋頂回想起自己曾在原來世界所陷入的水深火熱的戰爭，並被打算前去說服軍服公主的茉美香表白。自己卻不知道茉美香所做出的決定。在茉美香死後於公園目睹茉美香消失（身體變為藍色方塊）。從築城院真鑒口中得知茉美香似乎被米特奧拉所殺（實際為茉美香被軍服公主刺穿），為了復仇對米特奧拉展開進攻。
被颯太說服未果後與前來救援的賽蕾嘉交鋒，臉上被賽蕾嘉劃出傷疤，因軍服公主的干涉導致賽蕾嘉的劍突然消失，其騎鎗將賽蕾嘉刺成重傷，並且愣住。後來在松原崇趕來為賽蕾嘉追加設定後被進化後的賽蕾嘉的烈焰劍燒傷，與布里茨·托卡及軍服公主離開。
對於布里茨·托卡對待自己原來世界的虛無態度感到反感，並由於被颯太的說辭所打動而放走了自己的原作者高良田概。私下找上真鑒，希望透過合作來實行對阿爾泰爾的報復。
最終戰主動引開瑠偉，並偷偷暗示他等待時機。當觀眾「承認力」持續飆升，她的「格茨•馮•貝利欣根」也因高良田的幫助下而增強神力（時機已到），作為預定的最後一擊與瑠偉聯手襲向軍服公主，但被卡隆空降擋下。突襲失敗，先是關心被撞落的鹿屋才將頭望向敵方。
阿爾泰爾脫困後與其一戰，被阿爾泰爾自己承認煌樹茉美香為其所為。在下定決心後，往阿爾泰爾的方向衝去，長槍成功刺入軍姬腹中，不料被阿爾泰爾使用「因果轉變」的能力。
在快要失去意識前往阿爾泰爾臉上揮拳，同樣被發動能力，最終失血過多從高空落馬，坐騎先行化為藍色方塊，墜落的騎士在夜空裡消散。騎士的創造者高良田概在走廊中落下眼淚。
在「消除室FES」事件過後在某個大廈的廣告牌上登上《緋色的愛麗絲特莉婭》×《魔法殺手茉美香》的合作廣告圖《給你微笑的花束》中和茉美香一起再度登場。
在廣告中愛麗絲特莉婭的台詞是「我也許想成為和茉美香妳一樣……」。
阿爾泰爾召喚的面板中顯示，其職業為Knight。
角色戰力參數：智力：3，武力：4，防禦：5
语录：「我必須要將我的世界從戰亂中拯救出來！」
電視動畫官方人氣角色投票活動中最終結果為第十名。
布里茨·托卡（聲：斧篤志）
賽博朋克漫畫•動畫《code・Babylon》的登場角色。
主角龙介的搭档，原本是刑警的賞金獵人，隸屬於專門追蹤亞人或合成怪物的「閃光偵探社」。自身的設定能夠以特製手錶漂浮於空中。在原本的（故事）世界有一位女兒（已死亡）。
贊同軍服公主的改變（故事）世界計劃。根據優夜的説法，11月18日20時34分，在杉並區太田黑公園和軍服公主一起出現。因為被優夜看不順眼，之後和他戰鬥。說話語氣和方式受到愛麗絲特莉婭•菲布拉里討厭。
愛麗絲特莉婭與賽蕾嘉戰鬥時再次登場，他曾經與內心似有所動搖的茉美香正式說出軍服公主的期望。及後支援愛麗絲特莉婭的戰鬥，並對使用防禦魔法的米特奧拉射出重力彈令她重創，在他準備殺死米特奧拉的時候被茉美香出手阻止。在優夜及瑠偉闖入後撤退。隨軍服公主出現在商場對戰，給塞蕾西亞致命一擊失敗，轉而追殺優夜。
之後因回想到女兒的事（親手結束她的生命）而有所糾結，被軍服公主「不是為了劇本，而是為了你自己」的話確定了方向。最終戰開始時並未進入「鳥籠」，而是潛入會場找上自己的創作者駿河，詢問關於女兒的事。因為駿河的回答而震怒，朝她腹部開了一槍，原本還打算直接了結她的性命，卻被隨後闖入的軍隊打斷。在見到人群中應該不可能存在的女兒，以及駿河坦白與米特奧拉合作，以外傳方式救回她的女兒一事，決定倒戈政府方。隨後進入「鳥籠」與優夜、星河聯手擊敗翔。
角色戰力參數：智力：4，武力：3，防禦：1，危險：3，秘密：4
對軍服公主似乎懷抱著不一樣的情感，而一路與她同行。
语录：「稍微再享受一下這個世界如何。」
電視動畫官方人氣角色投票活動中最終結果為第十五名。
白亚翔（声：冈本信彦）
漫畫《閉鎖區underground-dark night-》的主角。
優夜的青梅竹馬，「STARY dogs」現任前哨隊長。因被占卜師告知妹妹「白亞處果」及摯友「荒木六角」被優夜殺死，而與其對立。使用可分成三節的長棍，並操縱占卜師賦予並取名的星幽復體「巴亞爾」。
和星河同時來到現實世界，在布里茨口中得知優夜來到現實世界後，為了和他決鬥確定加入阿爾泰爾的陣營。
在最終戰開始即和優夜對上，展現強大的戰鬥能力壓著優夜打。即便隨後加入星河、布里茨，「一打三」依然平分秋色。製造出有利於自己的主場後，想放出「巴亞爾」結束戰鬥，卻被星河以「擊殺宇宙地獄拳」奇襲擊敗。
戰敗後原還想再戰，卻因優夜「劇透」，被告知了殺害自己妹妹與好友六角得不是優夜，而是占星師大叔，為此感到震驚。思緒混亂而打消念頭。知道真相後仍然不太想和優夜合作，但在一番解釋後還是決定暫時與優夜聯手，和對方表示了優夜在原本的世界比較冷酷。與希卡由、優夜、布里茨聯手對陣阿爾泰爾。
語錄：「放置那渾蛋、可是要去地獄的……呦。」
電視動畫官方人氣角色投票活動中最終結果為第十一名。
此外在Re:CREATORS外傳漫畫《Re:CREATORS One More!》中是女主角三瓶美晴憧憬的角色。
卡隆·塞加（聲：小野大輔）
幻想系機器人小説、動畫《精靈機想曲 弗格爾騎士》的男主角。
對賽蕾嘉存有特別的感情（青梅竹馬）。曾在弗格爾騎士世界觀時對賽蕾嘉說過：「妳就是妳，不是什麼都能做得好的某個別人，每個人的思考方式、出身、步幅都不一樣，就算不能像別人做的那麼好也不用著急，只要能找到一個讓自己做到最好的方法，這樣就夠了。」
第12話末由軍服公主現界於廢墟據點，得知概況後加入軍服姬陣營。被阿爾泰爾召喚至現世（比翔和希卡由早穿越），了解概況後加入了阿爾泰爾一方，但2017年1月時仍徘徊不定。與賽蕾嘉是從不同時間點被拉出來的。
第18話最後，駕駛弗格爾騎士營救被受困封印的軍服公主，阻止愛麗絲和瑠偉的聯合攻擊。於阿爾泰爾將被命中之際替其擋下招式。與塞蕾西婭重逢。與賽蕾嘉及鹿屋交戰，在被Monomagia鎖定時多次被賽蕾嘉擋下。後砍下了Monomagia的右手。
在原先的世界承受了莫大的責任，心理已疲憊不堪，再加上待在此世界已過了數月，心境已有所轉變。想依賴阿爾泰爾的能力改變阿斯梅里亞、對抗阿瓦隆旅團。認為創造出如此多紛爭的創造者是個可惡的存在。騎士死亡之際，駕駛弗格爾騎士突襲對方陣營，被希卡由以一腳踢飛。
與賽蕾嘉正式交戰，戰鬥時與對方回憶在原先世界彼此的成長，希望和賽蕾嘉回去美麗的阿斯梅里亞並沒有料到會變成如此局面，駕駛弗格爾騎士刺向賽蕾嘉的機體。與賽蕾嘉一同承受了鹿屋的反射領域，與賽蕾嘉一同在爆炸中消失。
語錄：「如此一來——就可以改變世界了！」
電視動畫官方人氣角色投票活動中最終結果為第二十二名。

#### 無所屬
築城院真鑒（聲：坂本真綾）
傳奇系輕小說《夜窗鬼錄》登場的反派角色，目的不明的人物。沒有特定陣營，屬於中立的存在，但一心想在現實世界做很多有意思的事情，於是遊走在兩大陣營之間玩弄雙方。
她的武器是她的伶牙俐齒，以詐術和謊言為媒體，曾於原作第五卷「蒼玄宮殺人事件」中，將「鼓樓峰學園」全體學生趕盡殺絕。使用的貨幣和現實世界所使用的相同。
於書店拿走書時，對書店老闆發動能力召喚出《Habitants of THULHU》中的怪物後把他殺死，成為第一個在現實中殺人的故事人物。
由於在現實世界殺了人而被愛麗絲特莉婭警戒，並且在其攻擊時想以能力反制，被賽蕾嘉從中介入，後在現場觀望雙方的戰鬥。之後找到自己的創作者鞍隈天球後把他殺死，成為她在現實世界中第二個殺死的人。
在街上遊蕩時遇上奄奄一息的茉美香，聽取其遺言後認為有說謊的價值，並想藉此引發兩陣營的衝突。於是在對愛麗絲特莉婭講述茉美香的遺言時故意省去大量訊息，造成其誤解。隨後聯絡颯太，要求他散佈「米特奧拉是阿爾泰爾的臥底」的謠言，並告訴他茉美香因他而死來打擊他。不過被追蹤颯太的優夜與米特奧拉打斷，其計畫也跟著泡湯。以話術吊優夜上鉤，不僅使「黑木薙切丸」對自己的攻擊無效化，還奪走了「板額」的所有權，使優夜負傷嚴重。
由於米特奧拉能準確看穿其真實意圖並化解之，將其視為「討厭的人」。之後得到大量金錢入手一間豪宅，享受奢侈生活。
私下被愛麗絲特莉婭找上合作，對她的轉變感到非常有興趣。而在最終決戰時出現在會場並找上了颯太，透過話術順手推了颯太創作的角色一把，並將「板額」透過颯太還給優夜。最後離去時暗示自己也許能用能力使世界承認自己，進而留在現實世界。其後坐飛機到國外去。
在阿爾泰爾召喚的面板中顯示，稱呼真鑒的職業為Joker。
角色戰力參數：智力：4，武力：3，防禦：1，危險：5，邪惡：5
语录：「是騙人的吧？到底是怎樣呢？」
電視動畫官方人氣角色投票活動中最終結果為第八名。
艾莉娜·托卡（聲：石見舞菜香）
作品《code・Babylon》中布里茨的女兒，在故事戲情裡被敵方抓走後進行了怪物合成實驗。被用來作為開啟「門」的媒介，最後由布里茨自己親手了結她。在第17話最後，在布里茨準備殺死自己的創作者駿河駿馬時和自衛隊一起出現在他面前。
駿河透過外傳的影響下，將米特奧拉與布里茨兩個世界用次元之門連接在一起，米特奧拉把被槍殺的艾莉娜救活，藉由此設定讓女兒復活。
語錄：「我從來沒想過我可以再告訴你我多愛你。」
龍介（声：江口拓也）
作品《code・Babylon》中的主角，紫髮青年。布里茨的搭档，同隸屬於專門追踪亞人或合成怪物的『閃光偵探社』。
並未被軍服公主召喚到現實世界，僅於第15話的布里茨的回憶中出現。在救布里茨他女兒的場面，但女兒艾莉娜被合成怪物已經無法救出，龍介原本要讓槍殺乾脆的解放她，但最後由布里茨大叔忍痛悲傷的把她給槍殺。

### 造物主
松原崇（聲：小西克幸）
筆名：松原崇；本名：大澤武志。38歲。轻小说《精灵机想曲 弗格尔骑士》的原作者。雜誌報導人為沒節操、好奇心旺盛的男人。在個人網站主頁「阿茲梅麗恩王國」中收錄了一些弗格爾騎士的小捏他以及個人的博客活動。
會追看兒童動畫《魔法殺手茉美香》，因茉美香對身為大叔的自己會追看她的節目覺到驚訝，氣憤的對她説「大叔會追看（妳的）節目還真是抱歉啊！」被因為把自己的世界寫到處都是戰亂和「没有弗格爾騎士的情況下就不能長時間進行的戰鬥」的虛弱（體能）設定的賽蕾嘉討厭。
受米特奧拉建議，曾與瑪里涅嘗試為賽蕾嘉進行追加設定，卻因沒有廣泛認知度而失敗。在與政府洽談時，當面駁斥政府方稱呼賽蕾嘉等人是物件的說法，明言她們都是活生生存在於此的人。
與《無限神機Monomagia》的劇作家中乃鐘昌明相識。和《閉鎖區underground-dark night-》的原作者八頭司遼在講學社的派對上見過面，但被對方忘記。在賽蕾嘉受到愛麗絲特莉婭重刺後通過在網上發布賽蕾嘉的追加設定，使賽蕾嘉暫時復活，擊退了愛麗絲特莉婭一方。
名字疑似是本作劇本作者「廣江禮威」的反義詞。（「廣江」對「松原」，「禮威」對「崇」）
语录：「這邊也是想了很多的啊！」
電視動畫官方人氣角色投票活動中最終結果為第十六名。
瑪里涅（Marine，聲：金元壽子）
筆名：瑪里涅；本名：皇浦綾乃。負責轻小说《精灵机想曲 弗格尔骑士》的原畫、人物原稿的插畫家。擅於社交的開朗性格。之前有受《追憶的阿瓦肯》的藝術總監吉岡秋子邀約工作。
由於對於和賽蕾嘉見面太過興奮，對其劇透了《弗格爾騎士》的後續劇情。之後邀請居無定所的賽蕾嘉和米特奧拉遷居到自己家裡住。稱讚駿河駿馬的畫綫條特别帥氣。當和本人見面得知對方是女性時感到驚訝。
语录：「看，並不全是不好的事情吧？」
電視動畫官方人氣角色投票活動中最終結果為第十三名。
中乃鐘昌明（聲：杉崎亮）
負責《無限神機Monomagia》的劇本、構成擔當的劇作家，性格溫和。與松原崇、大西西尾是舊識，並被爆料會和大西一起去女僕咖啡廳。
在老家中觀看《無限神機Monomagia》時發現故事裡出現異常（軍服公主在故事裡出現）。在鹿屋瑠偉和Monomagia從次元近來時機智的將電視螢幕搬到屋外，使房子安然無恙。之後與瑠偉相遇讓他住在家中，把他的機體暫時藏於老家附近的棒球場裡，把事情通知了好友松原崇。
在自衛隊突襲宅邸時，門被攻堅受損，再加上鹿屋瑠偉召喚了Monomagia前來救援，其住宅還是被破壞了。現在處於無家可歸的狀態，暫時遷居到松原崇家裡住。
認為軍服公主既然是引起事件的源頭，那麼或許逆穿越來此的被創造者都是依據軍服公主的創作者所承認的存在。推敲出軍服公主創作者熱愛遊戲及動畫，並找出軍服公主的創作出處。在「消除室FES」企劃中擔任劇情系列總構成。
语录：「沒想到竟然能夠和本人扯上關係……」
電視動畫官方人氣角色投票活動中最終結果為第十九名。
駿河駿馬（聲：壽美菜子）
筆名：駿河駿馬；本名：大澤智加。漫畫《code·Babylon》的原作者。飄飄然的性格。
一手打造了《code·Babylon》的賽博朋克世界觀。是布里茨·托卡的創作者。因為其筆名及裝扮太男性化經常被誤認為是男性，與八頭司遼受到政府方的保護。其作畫風格受到瑪里涅崇拜，17話承認佩服瑪里涅的畫工，認為自己比不上。而其連續創作的體力則被八頭司吐槽。
语录：「直接用正攻法來打敗對方的不是也可行嗎。」
電視動畫官方人氣角色投票活動中最終結果為第十七名。
八頭司遼（聲：濱野大輝）
笔名：八頭司遼；本名：合田亮介。漫畫《閉鎖區underground-dark night-》的原作者，性情暴躁的人，本人態度也不太好。似乎還有些健忘，並不記得和松原崇在講學社派對上見過面。因為其性格問題，被感到失望和憤怒的彌勒寺優夜召喚「板額」出來即埸把他痛打一番。與駿河駿馬受到政府方的保護。
因第十卷截稿日將近，未同瑪里涅和駿河駿馬一起前往醫院。「消除室FES」企劃中與其他人討論劇情因否定松原的構想而發生爭執，但之後卻針對松原的點子進行大幅加強，被駿河吐槽「教科書式的傲嬌」。
本人是《星空☆銀河》的粉絲，在得知新的穿越者是星河希卡由時，因為害羞而拿趕稿當理由離場。 在與眾人前往溫泉會館時偷偷和《星空☆銀河》的原作、劇作家大西西尾要了簽名。 在與眾人聚餐時和星河希卡由提出握手的請求。
语录：「有話要説的話，麻煩快一點。」
電視動畫官方人氣角色投票活動中最終結果為第二十一名。
高良田概（聲：柳田淳一）
筆名：高良田概；本名：宝田直也。《緋色的愛麗絲特莉婭》的原作者。一本正經的性格。
在11月20日21時，高良田概到莉窪警察署去説自己受到了威脅，希望警察可以保護他。就在和工作人員面談時被衝入警察署的愛麗絲特莉婭捉住，帶到軍服公主的藏身之所裡。
被愛麗絲特莉婭囚禁於一座小黑屋裡，但個人仍可以在這裡進行小說創作。在愛麗絲特莉婭被颯太說服後被愛麗絲特莉婭放走，重新獲得創作作品的自由。在之後正式加入「消除室FES」企劃，並希望自己能幫助愛麗絲特莉婭擊敗阿爾泰爾。
语录：「這全看妳了，只有妳才能拯救那個世界。」
電視動畫官方人氣角色投票活動中最終結果為第十八名。
大西西尾（聲：福島潤）
HYPER TENSION有限公司的劇作家，是《星空☆銀河》的原作者。和中乃鐘昌明是舊相識，冤家孽缘的關係。爆料了兩人常去秋葉原尋回女僕咖啡廳。喝東西時有翹小指的習慣。
得知希卡由來到現實世界後，為了見她就趕快到特別事態対策會議去和其他原作者們會合。在見到星河希卡由本尊時直接撲了上去，被賽蕾嘉教訓，但反而使本人更加開心，後被菊地原亞希喝止。
在米特奧拉提出「星河希卡由的設定是普通高中生，伴隨承認力的改變難度會很高」時，西尾表示其實很簡單，並舉出了可以使用Fan disc来给星河希卡由增加能力。
语录：「呀呀、諸位啊幸會幸會！呵呵呵。」
電視動畫官方人氣角色投票活動中最終結果為第十九名。
坂本宣之（さかもとのぶゆき)
遊戲《追憶的阿瓦肯》的遊戲策劃者，在故事開始前因電單車的交通事故去世。但是真名没有提到，而没有人注意这个角色名字没有提过或出现在《追憶的阿瓦肯》产品标签。
鞍隈天球
輕小説《夜窗鬼錄》的原作者，是被稱為『鬼才』的輕小說作家。在住宅被自己創作的故事角色築城院真鑒殺死。
島崎剎那（聲：大橋彩香）
本作的關鍵人物。笔名：岛崎刹那；本名：島崎由那。
紫色長髮的眼鏡少女。熱愛繪畫創作。二創作品《阿爾泰爾/World Etude》作者，軍服少女的創造主。影片網站「NIWAVIDEO」的UP主，與水篠颯太於2016年1月通過畫圖網站Piclive相識，並成為好友。兩人曾見面一起相約參觀《悠久大戰巨大天體》的展覽。
之後因畫功漂亮出色受到注目其人氣也急升還能和知名製作人合作，但同時也出現了嫉妒她才華的人。那些嫉妒她的人在網上指責她抄襲其他作品，還整出一個專用wiki網頁來指罵她（如叫她去自殺之類的話）。
因為這些指責搞到不知如何是好，因此想請求希望颯太可以幫忙但被無視。在2016年8月23日（故事開頭）上傳了「World Étude」和發短信給颯太告别後跳入電車軌了結自己的生命。
在与阿尔泰尔决战中被飒太借助筑城院的能力以“被造物”复活并复现生前最后的场景，感谢阿尔泰尔所作的一切，并感谢飒太而表明阿尔泰尔是为了飒太而创作的，为了对抗剎那最终自杀的结局，阿尔泰尔使用能力将“被造物”剎那带到自己创造的世界继续存在下去。
语录：「如果這孩子能被大家喜歡就好了。」
電視動畫官方人氣角色投票活動中最終結果為第十二名。

### 政府官員
菊地原亞希（聲：恒松步）
對故事人物來到現實世界進行對策會議「特別事態対策會議」的政府官員。职务为内阁特事对策统括调整官。負責處理「特殊災害105號案件」。被米特奧拉·艾斯特萊希的來由說明所說服，任命米特奧拉、賽蕾嘉、鹿屋瑠偉三人擔任國家公務員。
為了抵抗阿爾泰爾所要製造的『大崩潰』，被米特奧拉任命擔任名為「消除室FES」的虛擬角色聯動企劃的總負責人。在對各個作品的創造者們進行集體會議時展現了極高的威嚴和統治力。
事件结束后辞去了公务员职务，由于在事件中结识了众多漫画业界相关的工作人员，从而也转职投身于漫画业界中。
语录：「您們的世界從最初開始就是虛構的。在知道了這些以后，您們還認為這一切都有保護的價值嗎？」
電視動畫官方人氣角色投票活動中最終結果為第十四名。

## 設定用语

### 劇中作品
| 卷数   | 中文名       | 日文名 |
| ------ | ------------ | ------ |
| 第一卷 | 镍银的独奏曲 |        |
| 第二卷 | 黄铜的圆舞曲 |        |
| 第三卷 | 红铜的狂想曲 |        |
| 第四卷 | 黄金的幻想曲 |        |
| 第五卷 | 青铜的奏鸣曲 |        |
| 第六卷 | 黑铁的夜想曲 |        |
| 第七卷 | 白银的协奏曲 |        |

精灵机想曲弗格尔骑士（Elemental Symphony of Vogel Chevalier）
剧中的一部幻想系機器人轻小说，由作家松原崇所創作，插畫家玛里涅繪畫。由薩梅迪亞公司的幻想小說文庫發行，已出版七卷，累計銷量突破300萬冊。並有動畫等衍生作品。
故事講述，舞台阿斯梅丽亚有著兩台被叫做弗格爾騎士的機器人，賽蕾嘉·尤比緹利亞和卡隆·塞加分別是這兩台機器人的飛行員。存在阿瓦隆旅團這個敵人組織，塞蕾西婭等人與阿瓦隆旅團操縱的重機鐵塊艾森鐵騎戰鬥著。
動畫版於2016年10月29日開始在TVA電視台放送。網絡版權由「Youmotion」影片網免費放送。每周六晚24:00放送。已播映第3话《维尔哈朗的攻防》。於2017年11月18日宣布製作動畫第2期，於2018年1月放送。
官方綱站的宣傳標語是「我會戰鬥，因為我一定要保護你——」
追忆的阿瓦肯（Avalken of Reminisce）
剧中的一款开放世界型角色扮演游戏，策劃人為坂本宣之。泰坦数码软件股份有限公司制作，由多倫多視覺藝術發行。遊戲2014年4月27日PC版發售，2017年1月17日發售2版新機種。
故事講述，展開旅程的勇者，必須收集3個秘寶，以阻止世界的崩潰。遊戲中的引導勇者（玩家）的賢者NPC為米特奧拉·艾斯特萊希。
廣告宣傳標語是「請讓蒼藍再次回歸這片天空」
緋色的愛麗絲特莉婭（Alisteria of the Scarlet）
剧中的一部幻想傳記漫畫，作者為高良田概。於《月刊Tuesday》連載，由講學社出版，已出版四卷，漫畫累計銷量為900萬部。並有動畫等衍生作品。
故事講述，神聖伍爾特斯坦王國的公主愛麗絲特莉婭·菲布拉里與黑魔法使「窺見永劫」召喚出的溫特維爾特軍隊對抗，以保護世界。
廣告宣傳標語是「激鬥、了結」
魔法殺手茉美香（Magical Slayer Mamika）
剧中的一部的孩童向魔法少女動畫，於2016年每周日3時在SBC電視台播放。
故事講述，主角煌樹茉美香為了保護遭惡魔瑪琳覬覦的微笑力量，某日茉美香獲得了能夠變身成『魔法殺手』的力量，與好友梅露特和果玲對抗惡勢力。
閉鎖區underground-dark night-（Lockout Ward Underground -Dark Night-）
剧中的一部暴力漫畫，作者為八頭司遼。於《月刊Surprise》連載，漫畫已出版九卷。並有改编的同名動畫，動畫公司由kalnacks制作，第一季已完結。
故事講述，舞台足立區因大災害而成了無法地帶，被星幽復體的亡靈附身的主角白亞翔與最終反派彌勒寺優夜互相爭奪地盤，重複血戰。
無限神機Monomagia（Infinite Divine Machine Mono Magia）
剧中的一部的機器人動畫，由動畫公司T.A.C Prodcution製作的一部原創動畫作品，於2016年10月播出第一季，2018年1月播出第二季。編劇為中乃鍾昌明。
故事講述，舞台開始於2124年的假想城市「埃涅吉亞市原」，突然出現的電磁寄生體造成恐慌，因此特別打造無限神機Monomagia與其對抗。由一名少年鹿屋瑠偉擔任駕駛員。
同時劇中還將被製作成PC遊戲。動畫第二季正在策劃中。
夜窗鬼錄（Record of the Night Window Demon）
剧中的一部的傳奇系輕小說，由作家鞍隈天球所創作，插畫家西口外延繪畫。由漣漪書房（SAZANAMI書房）出版，2016年11月已出版到第五卷「蒼玄宮殺人事件」。並有動畫等衍生作品。
主角是被稱為「水晶球偵探」的逆神那烏也，與反派的言靈使師築城院真鑒互相對立。
code Babylon
剧中的一部以蒸汽龐克為題材的漫畫，作者為骏河骏马。由報育出版，已出版三卷。並有動畫等衍生作品。
故事講述，在名為Saruton Skya的都市，專門追蹤亞人或合成怪物的「閃光偵探社」的活躍故事。主角神薙龍介與布里茨·托卡是偵探社的搭檔。
星空☆银河
剧中的一款美少女游戏，由公司HYPER TENSION在十年前推出，曾是成人游戏，后移植成为一般向游戏。遊戲女主角為星河希卡由。
悠久大戰巨大天體
剧中的一款社交网络游戏，由公司believe・project開發。
女主角白詰草（聲：草薙香菜；繪師：榊鷹津）生活在不為人知的卡塞爾森林深處，在與主角相遇以後對森林外的世界產生了興趣並加入隊伍。能用歌聲能夠治癒心靈。也是「軍服公主」阿爾泰爾的原型角色。
廣告宣傳標語是“用旋律编织出未来的故事”
World Étude
島崎剎那最後制作的二次創作動畫。
邊界世界競技場（Border World Colosseum）
為打倒阿爾泰爾由特別事態対策會議主導策劃的大型活動「消除室FES」用的動畫計劃。動畫公司由TAC Product制作。

### 機體
弗格尔骑士（Vogel Chevalier）
賽蕾嘉·尤比緹利亞使用的机体。全高17米，在和軍服公主（第1話）初次戰鬥時，被軍服公主使用「森羅萬象」後消失。第16话中被米特奥拉借助“消除室FES”计划運用疑似「森羅萬象」的能力召唤至现实世界。
GIGAS MACHINA（Gigas Machina）
鹿屋瑠偉使用的機體。全高55米，和鹿屋瑠偉一起被軍服公主送來現實世界。瑠偉可以運用意志進行遠距離起動，被用作對付創作物（故事人物）發生衝突時的武器。由於其巨大的機身會對市區作成破壞，所以限定在最終手段時使用。

## 電視動畫

### 製作人員
- 原作、角色原案：廣江禮威
- 監督：青木英
- 副監督：加藤誠
- 系列構成：青木英、廣江禮威
- 角色設計：牧野龍一
- 總作畫監督：牧野龍一、中井准
- 主動畫師：松本昌子、山本碧
- 機械設計：I-IV
- 效果動畫：橋本敬史
- 美術監督：永吉幸樹
- 美術設定：佐藤正浩、藤瀨智康
- 色彩設計：篠原真理子
- 美術監督：有馬智之、瀨島卓也
- CG監督：吉田美紀、井口光隆
- 視覺效果：津田涼介
- 攝影監督：加藤友宜
- 編輯：右山章太
- 音響監督：明田川仁
- 音響製作：Magic Capsule
- 音樂：澤野弘之
- 動畫製作：TROYCA

### 主題曲
片頭曲
「gravityWall」（第2話－第11話、第13話）
作詞：澤野弘之、Tielle，作曲、編曲：澤野弘之，主唱：SawanoHiroyuki[nZk]:Tielle & Gemie
第1話、第22話作為片尾曲使用,第12話未使用。
「shØut」（第14話－第21話）
作詞：澤野弘之、Tielle，作曲、編曲：澤野弘之，主唱：SawanoHiroyuki[nZk]:Tielle & Gemie
片尾曲
「NEWLOOK」（第2話－第4話、第6話－12話）
作詞、作曲：中野領太，編曲：KOUTAPAI，主唱：綾野真白
「world Étude」（第13話）
作詞、作曲、編曲:柊，主唱：豐崎愛生（阿爾泰爾）
（第14話－第21話）
作詞、作曲：aokado，編曲：aokado、，主唱：三月的Phantasia
插入曲
「oldToday」（第19話）
作詞、作曲：澤野弘之，主唱：SawanoHiroyuki[nZk]:mizuki
「Layers」
作詞、作曲：澤野弘之，主唱：SawanoHiroyuki[nZk]:AimeeBlacksehleger
「AL·LU」
作詞、作曲：澤野弘之，主唱：SawanoHiroyuki[nZk]:Eliana
「God of ink」
作詞、作曲：澤野弘之，主唱：SawanoHiroyuki[nZk]:mpi
「HERE I AM」
作詞、作曲：澤野弘之，主唱：SawanoHiroyuki[nZk]:gemie
「BRAVE THE OCEAN」
作詞、作曲：澤野弘之，主唱：SawanoHiroyuki[nZk]:Eliana

### 各話列表
| 話數 | 日英雙文標題                                                                               | 中文標題                 | 劇本                     | 分鏡          | 演出                     | 作畫監督                                                                                     |
| ---- | ------------------------------------------------------------------------------------------ | ------------------------ | ------------------------ | ------------- | ------------------------ | -------------------------------------------------------------------------------------------- |
| #01  | I will remember everything that happened to me.                                            | 絕佳的航海               | 廣江禮威 青木英 木澤行人 | 青木英        | 青木英                   | 牧野龍一                                                                                     |
| #02  | ......that wasn't funny.                                                                   | 炸藥與酷男               | 廣江禮威 青木英 木澤行人 | 加藤誠        | 加藤誠                   | 中井準                                                                                       |
| #03  | Don't worry about what others said. Just be yourself.                                      | 平凡卻非凡的日常         | 廣江禮威 青木英 木澤行人 | 別所誠人      | 別所誠人                 | 松本昌子                                                                                     |
| #04  | If so, I want to protect what he loved.                                                    | 到時候向他問個好         | 廣江禮威 青木英 中本宗應 | 渡部周        | 渡部周                   | 丸岡功治、吉矢好二                                                                           |
| #05  | So, why don't we have ourselves a guys' night out?                                         | 冰冷無比的水底           | 廣江禮威 青木英 中本宗應 | 青木英        | 栗山貴行 瀧川和男        | 佐竹秀幸、瀧川和男 福岡茜、武智敏光 粟井重紀、陸田聰志 丸岡功治、古矢好二 神戶洋行、中村慎吾 |
| #06  | You are the one who knows where justice lies.                                              | 生命苦短 戀愛吧少女      | 廣江禮威 青木英 菅原雪繪 | 夕澄慶英      | 中野彰子                 | 中野彰子                                                                                     |
| #07  | I don't want to make a mistake for the sake of the people who are in my story.             | 世界小小的終结           | 廣江禮威 青木英 菅原雪繪 | 高橋順        | 高橋順                   | 丸岡功治、古矢好二 福地和浩、市橋雄一 植竹康彦                                               |
| #08  | I CHOSE this way of life.                                                                  | 我能做到的一切           | 廣江禮威 青木英 高崎透   | 林宏樹        | 馬川奈央                 | 岡崎洋美、森美幸                                                                             |
| #09  | The world requires choice and resolution.                                                  | 花季少女挖洞吧           | 廣江禮威 青木英 高崎透   | 林宏樹        | 高田昌豐                 | 古矢好二、久松沙紀 加藤里香、山本碧                                                          |
| #10  | We know exactly how you think and how you're fighting !                                    | 別動、死亡、復活吧！     | 廣江禮威 青木英 木澤行人 | 加藤誠 青木英 | 加藤誠                   | 松本昌子                                                                                     |
| #11  | We cannot decide where we go but you can.                                                  | 屋檐下的怪獸             | 廣江禮威 青木英 木澤行人 | 荒井和人      | 荒井和人                 | 藤田麻里子、代見裕美                                                                         |
| #12  | Be desperate and draw something fascinating.                                               | 劇終為時過早了           | 廣江禮威 青木英 中本宗應 | 渡部周        | 渡部周                   | 飯飼一幸、池田廣明 山崎展義、和田伸一                                                        |
| #13  | an unpredictable story that no one knows where it's leading to.                            | 一如既往繞遠路的歸途     | 廣江禮威 青木英 中本宗應 | 馬川奈央      | 馬川奈央                 | 鈴木勇                                                                                       |
| #14  | I feel painful and so useless that I want to cry but it's fun nevertheless.                | 我們踏上旅行的原因       | 廣江禮威 青木英 菅原雪繪 | 相浦和也      | 臼田美夫                 | 臼田美夫、吉田肇 古矢好二                                                                    |
| #15  | This is perfect! She couldn't have been any more perfect!                                  | 徘徊盡頭波浪近           | 廣江禮威 青木英 菅原雪繪 | 別所誠人      | 守田藝成                 | 丸岡功治、久松沙紀 古矢好二、佐藤道雄                                                        |
| #16  | This is the actual beginning, isn't it?                                                    | 美好的日子               | 廣江禮威 青木英 高崎透   | 佐藤清光      | 佐藤清光                 | 池田廣明、古矢好二 森美幸、山崎展義 和田伸一                                                 |
| #17  | I mean I'm the CREATOR.                                                                    | 打在世界屋脊上的雨之旋律 | 廣江禮威 青木英 高崎透   | 林宏樹        | 加藤里香 佐藤道雄 山本碧 | 鎌田祐輔                                                                                     |
| #18  | As long as we're alive, we have to enjoy our lives to the fullest.                         | 一切都不完整的我們       | 廣江禮威 青木英 中本宗應 | 中田誠        | 鈴木拓磨                 | 山崎輝彦、山中正博 大橋圭、古矢好二                                                          |
| #19  | The story continues, as long as there is someone out there, who believes in my existence.  | 若被温柔包围             | 广江礼威 青木英 木泽行人 | 渡部周        | 渡部周                   | 大桥知华、中井準 合田浩章                                                                    |
| #20  | Somebody receives the power of creation, and the spirit is redeveloped from their passion. | 在殘響消失之前           | 廣江禮威 青木英 高崎透   | 荒井和人      | 林宏樹                   | 佐藤道雄、丸岡功治 山本碧、中井準 牧野龍一                                                   |
| #21  | I love you too.                                                                            | 世界僅為兩人存在         | 廣江禮威 青木英 高崎透   | 後藤圭二      | 加藤誠                   | 池田廣明、加藤里香 古矢好二、松本昌子 森美幸                                                 |
| #22  |                                                                                            | Re:CREATORS              | 廣江禮威 青木英          | 青木英        | 馬川奈央                 | 牧野龍一、中井準 松本昌子                                                                    |

特別節目
- 第1彈「ENTER THE WORLD OF Re:CREATORS」 2017年4月1日播放

出演：山下大輝、澤野弘之、小松未可子、水瀨祈
- 第2彈 「『Re:CREATORS』」2017年7月22日播放

出演：小松未可子、水瀨祈、日笠陽子
- 第3彈 「『Re:CREATORS』」2017年8月5日播放

出演：小松未可子、水瀨祈、日笠陽子

### BD/DVD
| 卷数 | 發售日期       | 收錄话数       | 規格編號         | 規格編號          | 封面角色 （一般／限定）      |
| 卷数 | 發售日期       | 收錄话数       | BD（一般／限定） | DVD（一般／限定） | 封面角色 （一般／限定）      |
| ---- | -------------- | -------------- | ---------------- | ----------------- | ---------------------------- |
| 1    | 2017年6月21日  | 第1話、第2話   | ANZX-13551/2     | ANZB-13551/2      | 賽蕾嘉／阿爾泰爾             |
| 2    | 2017年7月6日   | 第3話－第5話   | ANZX-13553/4     | ANZB-13553/4      | 弗格爾騎士／賽蕾嘉、米特奧拉 |
| 3    | 2017年8月23日  | 第6話－第8話   | ANZX-13555/6     | ANZB-13555/6      | Monomagia／愛麗絲、茉美香    |
| 4    | 2017年9月27日  | 第9話、第10話  | ANZX-13557/8     | ANZB-13557/8      | 愛麗絲／優夜、真鑒           |
| 5    | 2017年10月25日 | 第11話－第13話 | ANZX-13559/60    | ANZB-13559/60     | 瑠偉、Monomagia／翔、優夜    |
| 6    | 2017年11月22日 | 第14話－第16話 | ANZX-13561/2     | ANZB-13561/2      | 真鑒／希卡由、布里茨         |
| 7    | 2017年12月17日 | 第17話－第19話 | ANZX-13563/4     | ANZB-13563/4      | 白詰草、阿爾泰爾／剎那、颯太 |
| 8    | 2018年1月24日  | 第20話－第22話 | ANZX-13565/6     | ANZB-13565/6      | 米特奧拉／席利烏斯、阿爾泰爾 |

### 播放電視台
日本深夜動畫：下文記載的日本国内播放時間使用日本標準時間（UTC+9）表示。因為部分時間标识會採用30小时制，因此請留意这类超过24:00的时间，其實際播放時間為翌日清晨。
| 播放地區 | 播放電視台     | 播放日期              | 播放時間（UTC+9）         | 所屬聯播網 | 備註           |
| -------- | -------------- | --------------------- | ------------------------- | ---------- | -------------- |
| 東京都   | 東京都會電視台 | 2017年4月8日－9月16日 | 星期六 23時30分－24時00分 | 獨立UHF局  | [ 28 ]         |
| 栃木縣   | 栃木電視台     | 2017年4月8日－9月16日 | 星期六 23時30分－24時00分 | 獨立UHF局  |                |
| 群馬縣   | 群馬電視台     | 2017年4月8日－9月16日 | 星期六 23時30分－24時00分 | 獨立UHF局  |                |
| 日本全國 | 日本BS放送     | 2017年4月8日－9月16日 | 星期六 23時30分－24時00分 | 衛星電視   | 『ANIME+』節目 |
| 朝日放送 | 近畿廣域圈     | 2017年4月8日－        | 星期六 26時29分－26時59分 | 朝日電視網 |                |
| 愛知縣   | 愛知電視台     | 2017年4月11日－       | 星期二 26時05分－26時35分 | 東京電視網 |                |
| 日本全國 | AT-X           | 2017年4月13日－       | 星期四 23時30分－24時00分 | 衛星電視   | 有重播         |

## 出版書籍

### 漫畫
於小學館《月刊SUNDAY GX》2017年5月號（2017年4月19日發售）連載
| 集數 | 小學館         | 小學館                 |
| 集數 | 發售日期       | ISBN                   |
| ---- | -------------- | ---------------------- |
| 1    | 2017年8月7日   | ISBN 978-4-0915-7496-1 |
| 2    | 2017年12月19日 | ISBN 978-4-09-157507-4 |
| 3    | 2018年7月19日  | ISBN 978-4-09-157536-4 |
| 4    | 2018年11月19日 | ISBN 978-4-09-157548-7 |
| 5    | 2019年7月19日  | ISBN 978-4-09-157569-2 |

### 外傳

以《閉鎖區underground-dark night-》的支持者少女「三瓶美晴」為視角的外傳漫畫，全1卷。
- 2017年12月19日[31]、ISBN 978-4-09-128064-0

### 小說
2017年8月8日開始在小學館文庫連載，作者是豐田美加。
| 集數 | 小學館        | 小學館                 |
| 集數 | 發售日期      | ISBN                   |
| ---- | ------------- | ---------------------- |
| 上   | 2017年8月8日  | ISBN 978-4-09-406437-7 |
| 下   | 2017年10月6日 | ISBN 978-4-09-406461-2 |

## 資料來源
注释
1. ↑  第1话中可知次日的日期是2016年11月18日；第5话中菊地原亚希的报告中点明日期是11月17日。
2. ↑  第16话中赛蕾嘉驾照上的姓名。
3. ↑  第5话中菊地原亚希的报告中日期和被盗物品。
4. ↑  其名字是來自在平安時代未期至鎌倉時代初期活躍的女性武將「板額御前」。
5. ↑  在第12話中愛麗絲特莉婭和布里茨對話提到他女兒而在故事中死亡。
6. ↑  此為捏他克蘇魯神話。
7. ↑  第4話中由瑪里涅說出。
8. ↑  在官方網站刊登的四格漫畫「レクリエイターズ おさらいマンガ #07」中的描述是築城院真鑒運用力量使其自己上吊而死。
9. ↑  動畫第6話和第11話有相關描述
10. ↑  在動畫的第一首片頭中廣告版上有顯示10月29日
11. ↑  第1話開頭和第3話中在人群走過其廣告中登住2017·01·17 ON SALE
12. ↑  在動畫的第一首片頭中廣告版上有顯示，但由於廣告部分被擋住所以不能確定正確的放送時間。
13. ↑  在Re:CREATORS One More!中的女主角「三瓶美晴」口中提到要追看番第一季。
14. ↑  由於廣告上就登出月份，暫時未知放送日期。
15. ↑  在第14話中由無限神機Monomagia的動畫製作人員口中提到。
16. ↑  在第15話中由中乃鐘昌明囗中提到。
17. ↑  是日本摇滚乐队ムーンライダーズ（日语：ムーンライダーズ）的一首单曲名。
18. ↑  是日本二人组合EGO-WRAPPIN'（日语：EGO-WRAPPIN'）专辑《BLUE SPEAKER》中的一首歌曲名。
19. ↑  是日本作家市川拓司的爱情小说《等待，只为与你相遇》的日文原名。
20. ↑  是日本日本歌谣曲《ゴンドラの唄（日语：ゴンドラの唄）》中的歌词。
21. ↑  是美国作家Mordecai Roshwald（英语：Mordecai Roshwald）1962年出版的小说《A Small Arrmageddon》的日文译名。
22. ↑  是日本歌手松田圣子的音乐专辑《Glorious Revolution（日语：Glorious Revolution）》中的一首歌曲名。
23. ↑  是日本摇滚乐队ムーンライダーズ（日语：ムーンライダーズ）的一首单曲名。
24. ↑  是苏联电影《死亡与复活（俄语：Замри — умри — воскресни!）》的日文译名。
25. ↑  是日本歌手槙原敬之的录音室专辑《Heart to Heart（日语：Heart to Heart (アルバム)）》中的一首歌曲名。
26. ↑  是日本摇滚乐队SPITZ的录音室专辑《JAMBOREE 3 "小さな生き物"（日语：JAMBOREE 3 "小さな生き物"）》中的一首歌曲名。
27. ↑  是日本歌手长渊刚的精选辑《BEST〜風〜（日语：BEST〜風〜）》中的一首歌曲名。
28. ↑  是日本歌手小泽健二的单曲名（日语：ぼくらが旅に出る理由）。
29. ↑  是日本歌手松任谷由实专辑《悲しいほどお天気（日语：悲しいほどお天気）》中的一首歌曲名。
30. ↑  是日本摇滚乐队UNICORN的单曲名（日语：すばらしい日々）。
31. ↑  是日本乐团南方之星的单曲《BLUE HEAVEN（日语：BLUE HEAVEN）》中的B面歌曲。
32. ↑  是日本女歌手松任谷由实的音乐单曲《若被温柔包围》的日文原名。
33. ↑  是日本女歌手佐良直美的单曲名（日语：世界は二人のために）。

參考資料
1. ↑  . BS11.   [2017-04-09]. （原始内容存档于2019-02-17） （日语）.
2. ↑  . 朝日放送.   [2017-04-09]. （原始内容存档于2017-03-22） （日语）.
3. ↑  . 動畫新聞網. 2016年12月29日  [2016年12月30日]. （原始内容存档于2016年12月30日）.
4. ↑  .   [2017-04-09] （日语）.
5. ↑  .   [2017-04-09]. （原始内容存档于2017-05-08） （日语）. だって君は世界を救うのだろう？
6. ↑  根據《NewType》7月號公開而定，最大值為5。
7. ↑  .   [2017-04-09] （日语）.
8. ↑  .   [2017-04-09] （日语）.
9. ↑  .   [2017-04-09] （日语）.
10. ↑  .   [2017-04-09] （日语）.
11. ↑  .   [2017-07-16] （日语）.
12. ↑  .   [2017-04-09] （日语）.
13. ↑  .   [2017-04-09] （日语）.
14. ↑  .   [2017-04-09] （日语）.
15. ↑  .   [2017-07-16] （日语）.
16. ↑  .   [2017-04-09] （日语）.
17. ↑  .   [2017-08-19] （日语）.
18. ↑  .   [2017-04-16]. （原始内容存档于2017-04-19） （日语）. こっちも色々考えてんだよ！
19. ↑  .   [2017-04-23] （日语）.
20. ↑  .   [2017-05-06] （日语）.
21. ↑  .   [2017-05-27] （日语）.
22. ↑  .   [2017-05-27] （日语）.
23. ↑  .   [2017-06-26] （日语）.
24. ↑  .   [2017-07-16] （日语）.
25. ↑  .   [2017-06-26] （日语）.
26. ↑  .   [2017-05-06] （日语）.
27. ↑  「月刊Newtype」2017年7月号的第19頁。
28. ↑  . Re:CREATORS（レクリエイターズ）.   [2017-04-21]. （原始内容存档于2017-05-07） （日语）.
29. ↑  . 小学館.   [2017-10-02]. （原始内容存档于2019-02-17）.
30. ↑  . 小学館.   [2017-12-19]. （原始内容存档于2019-02-17）.
31. ↑  . 小学館.   [2017-12-19]. （原始内容存档于2019-02-17）.
32. ↑  . 小学館.   [2017-10-02]. （原始内容存档于2019-02-17）.
33. ↑  . 小学館.   [2017-10-06]. （原始内容存档于2019-02-17）.

## 外部連結
- 電視動畫《Re:CREATORS》官網（日語）
- 電視動畫《Re:CREATORS》官方的X（前Twitter） （日語）
- 《Re:CREATORS》原案刊载网页（日語）
- 電視動畫《Re:CREATORS》朝日放送專頁 （页面存档备份，存于）（日語）
- 《Re:CREATORS NAKED》 | Sunday everyday（日語）